# Ерлингтон (Кентаки)
Ерлингтон (енгл. Earlington) град је у америчкој савезној држави Кентаки.

## Демографија
По попису из 2010. године број становника је 1.413, што је 236 (-14,3%) становника мање него 2000. године.
| Група             | 2000.         | 2010.         |
| Белци             | 1.242 (75,3%) | 1.036 (73,3%) |
| Афроамериканци    | 384 (23,3%)   | 299 (21,2%)   |
| Азијати           | 1 (0,1%)      | 1 (0,1%)      |
| Хиспаноамериканци | 12 (0,7%)     | 27 (1,9%)     |
| Укупно            | 1.649         | 1.413         |